# Filemon
A Filemon görög eredetű férfinév, jelentése: barátságos, nyájas. Más magyarázat szerint a név a philéma szó származéka, aminek a jelentése csók.

## Gyakorisága
Az 1990-es években szórványos név, a 2000-es években nem szerepel a 100 leggyakoribb férfinév között.

## Névnapok
- március 8.[2]
- március 22.[2]
- november 22.[2]

## Híres Filemonok
- Philémón és Baukisz mitológiai házaspár férfi tagja
- Az Újszövetségben Pál apostol egyik levelének címzettje